# Marajó
Marajó (portugiesisch Ilha de Marajó) ist die bei weitem größte Insel Brasiliens und liegt im Mündungsbereich des Amazonas im Norden des Landes. 
Auf der Insel leben ca. 250.000 Menschen.

## Geografie

### Größe
Die eigentliche Insel Marajó ist mit rund 40.100 km² etwa so groß wie die Schweiz. Zusammen mit benachbarten, zumeist nur durch Flussläufe von Marajó getrennten Inseln bildet sie den Marajó-Archipel, dessen Gesamtfläche mit 49.602 km² angegeben wird.
Mitunter wird Marajó als größte Flussinsel der Erde betrachtet. Dem steht entgegen, dass die östlichen Teile der Insel auch das Meer berühren (Atlantik, Meeresbucht Rio Pará) und die Insel von den Mündungsgebieten zweier Flüsse, Amazonas und Tocantins, begrenzt wird; demzufolge ist die ebenfalls in Brasilien gelegene, vollständig vom Rio Araguaia umschlossene Ilha do Bananal die größte Flussinsel.

### Innere Struktur
Die Insel wird von 20 eigenständigen größeren Flüssen durchzogen.
Im Osten der Insel überwiegt Savannenvegetation. In diesen Gebieten wird vor allem auf großen Fazendas Viehzucht betrieben. Dort befindet sich auch der 400 km² große Regenwasser-gespeiste Lago Arari, der während der Trockenzeit um 80 % schrumpft. Heute beherbergt die Insel große Herden domestizierter Wasserbüffel. Der Westen der Insel ist hingegen von Várzea-Wäldern dominiert.
Nördlich der großen Savannengebiete sind Palmensümpfe anzutreffen, die von Buriti-Palmen (Mauritia flexuosa) und Kohlpalmen (Euterpe oleracea) dominiert sind. Während der Regenzeit werden diese Sümpfe etwa einen Meter hoch überflutet. Das ökologische Wirkungsgefüge dieser Sümpfe ist praktisch unbekannt.
Weite Teile der Insel sind während der Regenzeit überschwemmt. Im Küstenbereich tragen hierzu die hohen Wasserstände des Amazonas bei und im Inneren der Insel die starken Regenfälle.
Aufgrund der regelmäßigen Überschwemmungen sind viele der Siedlungen auf Stelzen gebaut (Palafitas).
Die wichtigsten Ortschaften liegen im Südosten der Insel: Soure und Salvaterra. Sie verfügen über einfache touristische Infrastruktur und werden aufgrund der einsamen und weitläufigen Strände gerne besucht.

### Umfließende Gewässer
Der Inselarchipel wird im Nordwesten vom südlichen Mündungsarm des Amazonas (Canal do Sul) begrenzt, auf der anderen Seite, im Südosten, von der über 200 Kilometer ins Land reichenden, rund 20 Kilometer breiten Rio-Pará-Bucht mit der Mündung des Rio Tocantins, die sich als Baja de Marajó zum Südatlantik öffnet. Dazwischen, im Südwesten, wird der Inselarchipel von einem Netz kanalartiger Gezeitengewässer mit wechselnder Fließrichtung begrenzt (Rio de Breves, Furo dos Macacos, Rio Jacaré mit nördlich sich anschließender Baia do Vieira Grande sowie zahlreiche Nebenläufe). Über diese Gewässer erreicht, besonders bei Hochwasser, auch Amazonaswasser den Rio Pará, im Mittel etwa 3 %. Im Nordosten schließlich begrenzt der offene Atlantik die Inselküste.

### Verwaltungsbezirk Marajó
Der 481.000 Einwohner (Stand: 2010) zählende Verwaltungsbezirk Marajó (Mesorregião do Marajó, d. h.: Region mittlerer Ordnung) ist mehr als doppelt so groß wie die Insel selbst. Er reicht insofern über die Insel hinaus, als die meisten der 16 zugehörigen Gemeinden (Municípios) auch Gebiete auf dem gegenüberliegenden Festland einschließen. An der Insel Marajó haben alle 16 Gemeinden Anteil:
| | Gemeinde           | Einwohner |    | Gemeinde                   | Einwohner |
| --- | ------------------ | --------- | -- | -------------------------- | --------- |
| 1 | Afuá               | 34.707    | 9  | Melgaço                    | 24.526    |
| 2 | Anajás             | 24.332    | 10 | Muaná                      | 33.979    |
| 3 | Bagre              | 23.820    | 11 | Ponta de Pedras            | 25.838    |
| 4 | Breves             | 92.283    | 12 | Portel                     | 52.121    |
| 5 | Cachoeira do Arari | 20.311    | 13 | Salvaterra                 | 20.027    |
| 6 | Chaves             | 18.242    | 14 | Santa Cruz do Arari        | 8.115     |
| 7 | Curralinho         | 28.343    | 15 | São Sebastião da Boa Vista | 22.758    |
| 8 | Gurupá             | 29.017    | 16 | Soure                      | 22.849    |
| Quelle: Instituto Brasileiro de Geografia e Estatística: Unidade Federal: Pará (Ergebnisse der Volkszählung 2010). |                    |           |    |                            |           |

Die 16 Gemeinden sind den drei Mikroregionen (Microrregiões) Arari, Breves und Portel zugeordnet:
| Mikroregion Arari                                                                                  | Mikroregion Furos de Breves                                        | Mikroregion Portel                  |
| -------------------------------------------------------------------------------------------------- | ------------------------------------------------------------------ | ----------------------------------- |
| - Cachoeira do Arari - Chaves - Muaná - Ponta de Pedras - Salvaterra - Santa Cruz do Arari - Soure | - Afuá - Anajás - Breves - Curralinho - São Sebastião da Boa Vista | - Bagre - Gurupá - Melgaço - Portel |

## Geschichte

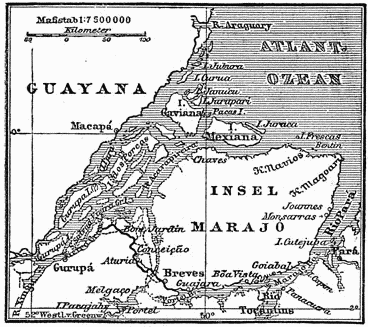
Historische Karte der Amazonasmündung
aus Meyers Konversationslexikon 1888

3000 Jahre alte Keramikfunde deuten auf eine frühe Hochkultur (die Marajoara-Kultur, einer präkolumbischen Kultur) hin, die allerdings zur Zeit der Eroberung bereits untergegangen war. Heute können Fundstücke der Marajoara-Kultur im Museu Goeldi in Belém besichtigt werden.
Die meisten jetzigen Bewohner sind Nachfahren der Nheengaíba-Indianer, die 1659 von dem Priester António Vieira befriedet wurden und sich später mit afrikanischen Sklaven und portugiesischen Einwanderern mischten. Ihre Keramikkunst – aus der präkolumbischen Marajoara-Kultur – lebt noch in alter Tradition mit ihnen fort.
Die Nheengaíba waren ein Stamm, der dem Volk der Aruã angehörte und von den Westindischen Inseln stammte, wo sie von den Kariben verdrängt worden waren. Seine Dialektvielfalt führte zunächst zu der Annahme, es handele sich um viele selbständige Stämme, so die Aruaque, Mapuá, Anajá, Guajará, Mamaiauá, Sacará und Juruna.
Die Aruaque waren geschickte Töpfer. Sie stellten außer Gebrauchswaren wie Töpfen auch Vasen, Begräbnisurnen, Kinderspielzeug und anderes her. Ihre Keramik war meist dreifarbig dekoriert: rot, schwarz und weiß. Sie wohnten auf aufgeschütteten Erdhügeln, den sambaquis, die auch als Begräbnisstätten für ihre Angehörigen dienten, welche dort in geschmückten Urnen beigesetzt wurden. Wie viele brasilianische Indiostämme und -völker mit einst schätzungsweise 4 Millionen Angehörigen verschwanden die letzten Aruaque im 18. Jahrhundert und mit ihnen ihre Sprachen.

## Fauna

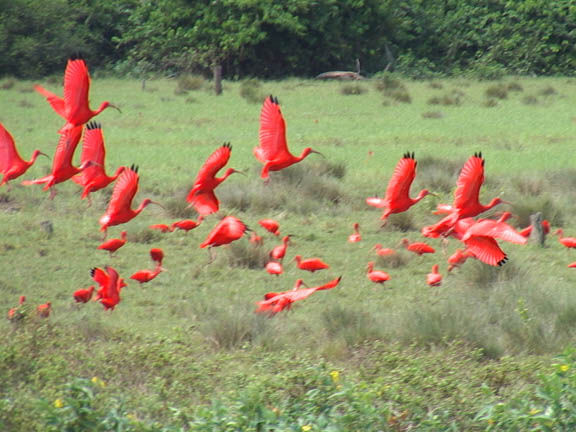
Scharlachsichler (Guarás) auf Marajó

Marajó hat eine vielfältige Fauna. Besonders die Vögel lassen sich auf den unbewaldeten campos alagados (Überschwemmungsflächen) gut beobachten. Die roten Scharlachsichler sind besonders charakteristische Vertreter der Vogelwelt von Marajó. Weiterhin gibt es Alligatoren, Piranhas und viele Schlangenarten.
Als im Jahre 1920 ein Schiff aus Asien vor der Küste Brasiliens Schiffbruch erlitt und sank, konnte sich eine kleine Herde von Wasserbüffeln retten und auf die Insel schwimmen. Die Herde überlebte und breitete sich über die ganze Insel aus, die jetzige Zahl der etwa eine halbe Tonne schweren Tiere wird auf 3 Millionen geschätzt.

## Wirtschaft

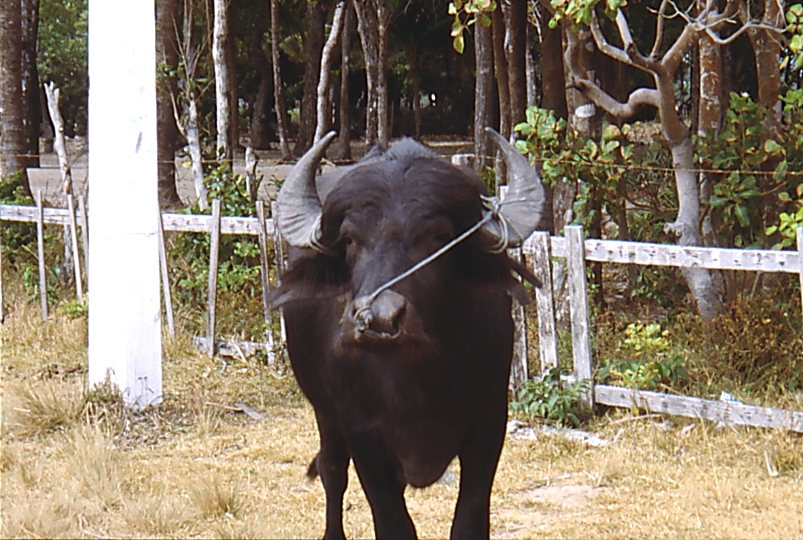
Wasserbüffel auf Marajó

Marajós Wirtschaft basiert hauptsächlich auf der Büffel- und Rinderzucht sowie dem Fischfang. Für die Bewohner der Insel sind die domestizierten Wasserbüffel die wichtigsten Nutztiere. Die Zahlenangaben hierzu schwanken zwischen einer halben Million und 3 Millionen Exemplaren. Die Büffel befinden sich überwiegend auf Fazendas, nur wenige leben wild. Sie sind äußerst genügsam und ernähren sich von Wildgräsern, die sie überall finden.
Die Tiere liefern hochwertiges, unbelastetes Fleisch und Leder. Daneben wird die Arbeitskraft der Tiere genutzt für den Transport von Waren oder Müll, für Ausritte der Touristen und für die Polizei. Im Polizeidienst verbleiben die Tiere in einer Altersspanne von 2 bis 20, maximal 28, Jahren. Die Büffel schwimmen auch beritten sehr ausdauernd. (Geritten werden die Büffel mit Hilfe von Gewichtsverlagerung und einem Seil im Nasenring.) Im Gegensatz zu Pferden und Geländewagen haben die Büffel keine Schwierigkeiten mit dem teils sumpfigen Gelände mit Mangrovenwäldern. Wenn in der Regenzeit das Land überflutet ist und die Dörfer isoliert sind, verbleiben oft nur die Tiere als Fortbewegungsmittel.
Neben der Rinderzucht wird auch Schweinezucht betrieben, der Umfang liegt bei etwa 200.000 Tieren.
Der Westen der Insel mit den Várzea-Wäldern ist von Kleinbauern besiedelt, die neben der Holzwirtschaft auch Früchte der Kohlpalme (Açaí) ernten und Kautschuk-Gewinnung betreiben.

## Religion
79 % der Bevölkerung sind katholisch. Die Pfarreien der Insel gehören zur Territorialprälatur Marajó.